# Hot Wheels
Hot Wheels est une marque de jouets américaine fondée en 1968 appartenant au groupe Mattel et produisant des voitures miniatures.
De nos jours, cette marque continue à produire chaque année de nouvelles collections mélangeant modèles réels et imaginaires et les commercialise dans le monde entier. La marque produit également des circuits, des garages et de nombreux autres accessoires. Au fil du temps, ces véhicules miniatures sont devenus l'objet de collections, on dénombre au moins 100 000 modèles et variations existant depuis 1968. La Hot Wheels la plus chère du monde est estimée aux alentours de 140 000 dollars.

## Historique

### Chronologie
La marque Hot Wheels est créée par Mattel en 1968, sa production débutera en Californie puis, plus tard dans l'année, à Hong Kong. Quatre ans plus tard la production ayant lieu en Californie se stoppera définitivement. En 1973 la marque décide de remplacer les teintes Spectraflame par les teintes Enamel. En 1974 la marque lance des nouveaux modèles appelés Flying Colors (décoration par tampographie) qui seront un succès. En 1978, ils abandonnent la production de pneus à bandes rouge et répartissent les différents modèles en sept groupes thématiques (Speedways Specials, Super Streeters, Oldies But Goodies, The Heavies, Drag Strippers, Rescue Team et Classy Customs).
Les séries Hi-Rakers et Workhorses sont lancées en 1980, leur production commencera deux ans plus tard en Malaisie. En 1983, la série Real Riders débute sa production en France et au Mexique, elle sera arrêtée en 1986. En 1987 la marque décide d'arrêter la production à Hong Kong. La même année à Toledo (Ohio) a lieu la première convention des collectionneurs de Hot Wheels organisée par Michael Strauss.
La marque rachète en 1989 la firme britannique Corgy Toys. À la suite de cela, la marque lancera la série California Customs en 1990. Un an plus tard, l'entreprise produira la milliardième miniature Hot Wheels, témoin du succès grandissant de la marque de jouets. En 1992, la marque délocalise à nouveau la production et s'installe en Chine, c'est aussi le lancement des premiers modèles fabriqués en édition limitée (12 000 exemplaires au lieu des séries normales de 200 000).
En 1994, la marque commence l'apposition systématique du logo de la marque (une flamme entourant une roue) sur un endroit de chaque miniature. Une restructuration de la gamme de petites voitures débute en 1995, divisée en quatre séries : First Editions pour les nouveaux modèles, Treasure Hunt pour les variantes de modèles existants en édition limitée, Segment Series pour les variantes de modèles déclinées en douze groupes de quatre miniatures et Regular Line pour les autres variantes.
Ayant compris le succès de la marque auprès des collectionneurs, la marque décidera en 1997 de lancer la série Hot Wheels Collectibles avec des modèles très détaillés, destinés précisément aux collectionneurs. La même année, l'entreprise rachètera la firme Tyco Toys propriétaire de la marque Matchbox. En 1999 sera signé un accord d'exclusivité mondiale avec le constructeur Ferrari pour la reproduction à toutes les échelles de tous les modèles de la célèbre firme italienne.
Le film Hot Wheels Race ("course mondiale" en Français) sortira en 2003 en l'honneur du 35e anniversaire de la marque. Un an plus tard, la célèbre entreprise sortira 100 modèles entièrement nouveaux dans l'année, un rythme et une production donc plus élevés car le rendement habituel était d'environ 36. 2 ans après la sortie du premier film, le film Hot Wheels AcceleRacers sort en salle, suite de World Race.
La marque fêta son 40e anniversaire en 2008, avec les sorties de la série des Since 68 et du coffret 40th Anniversary. A cette occasion la marque sort sa voiture la plus chère, estimée à 140 000 dollars.
En 2010, une nouvelle série est mise sur le marché, Battle Force 5. En 2011, la marque lance une opération spéciale pour les 100 ans de la course des 500 miles d'Indianapolis.

### Origines de la marque

#### Contexte
Si les années 1950 peuvent être considérées comme l'âge d'or du jouet automobile à l'échelle du 1/43° avec le développement de marques comme Dinky Toys, Norev ou Solido, les années 1960 voient l'éclosion de miniatures automobiles de taille plus petite, à l'échelle 1/64°, dont les marques Matchbox et Majorette sont de célèbres représentantes. L'éclosion de cette échelle s'explique par l'élargissement de la cible des fabricants de jouets aux « petits frères » des enfants de la décennie précédente qui n'ont pas encore l'âge de jouer avec les modèles au 1/43°.
Ce marché est dominé par les fabricants européens qui exportent fortement vers les États-Unis. Mais leurs modèles sont avant tout des miniatures de voitures européennes et les jeunes américains attendent désespérément de pouvoir jouer avec des miniatures de voitures américaines. Le fabricant américain Tootsietoys est certes présent sur le marché, mais sa gamme contient des véhicules de tous les jours, alors que les jeunes rêvent de voitures plus sportives et plus exclusives comme les « custom » et les « hot rod » aux carrosseries modifiées et aux moteurs gonflés, ou les voitures de course spécifiquement américaines comme les dragsters et les voitures de NASCAR.

#### Création des Hot Wheels

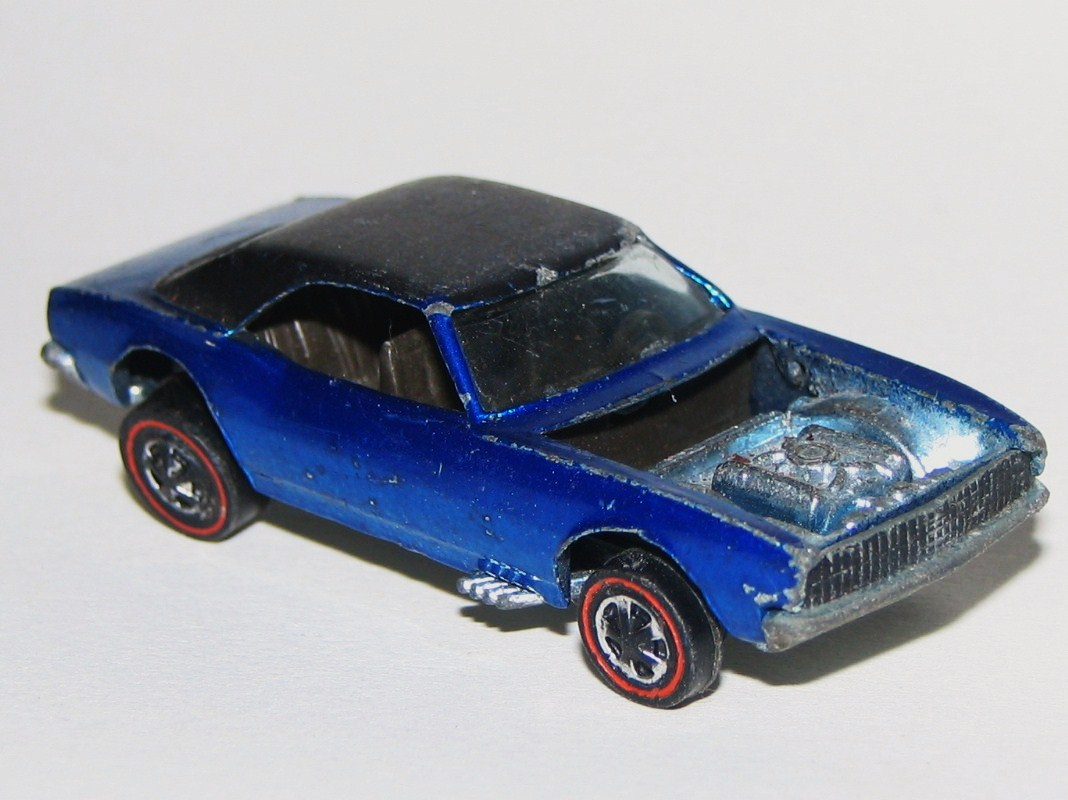
La Custom Camaro fait partie des premières Hot Wheels fabriquées.

Elliot Handler, le président fondateur de Mattel, va alors répondre à cette attente en lançant une marque de miniatures spécifique : Hot Wheels, un jeu de mots élaboré sur le terme de hot rod et un rappel de la caractéristique principale de ces nouvelles miniatures, leurs roues que des essieux très fins permettent de faire tourner avec beaucoup moins de frottements que leurs concurrentes, ce qui leur permet de rouler plus vite.
La première gamme présentée par Hot Wheels est un mélange hétéroclite de 16 miniatures représentatives des rêves automobiles des jeunes américains.
Huit modèles reproduisent des versions modifiées de voitures américaines de sport et de grand tourisme contemporaines : Custom Camaro, Custom Cougar, Custom Mustang, Custom Barracuda, Custom Firebird, Custom Corvette, Custom T-Bird et Custom Eldorado. Le toit de ces modèles peut être peint en noir pour figurer un toit en vinyle.
Quatre sont des voitures de rêve dessinées par des célèbres dessinateurs du mouvement « custom » comme Ed 'Big Daddy' Roth et Bill Cushenberry : Silhouette, Deora, Cheetah et Beatnik Bandit.
Trois sont des modèles fortement modifiés : Custom Fleetside, Hot Heap et Custom Volkswagen.
Enfin, la dernière est une voiture de course : Ford J-Car.
Toutes ces miniatures sont fabriquées en Californie et, à la fin de l'année 1968, à Hong Kong, avec des différences comme la taille des volants (petits pour les modèles fabriqués aux États-Unis, grands pour ceux fabriqués à Hong Kong) ou la présence ou non d'un tableau de bord. Elles ont toutes les fameuses roues à pneus à bande rouge qui leur vaudront le surnom de "Redlines" et sont disponibles en de nombreux coloris basés sur une peinture spécifique appelée Spectraflame.
Au vu du succès rencontré par ces petites voitures, Mattel lance des pistes en plastiques orange et divers accessoires pour créer un environnement de jeu autour d'elles, ainsi que des petites valises de transport dont la célèbre valise en forme de roue. Vendu pour 90 cents alors, chaque modèle Hot Wheels est présenté dans un emballage comportant un bouton de collection en forme de roue avec un dessin de la miniature et son nom sur la jante. Ce succès va amener Matchbox a modifier entièrement les roues de ses modèles et à lancer sa gamme « Superfast » dès 1969.

#### 1969: Développement de la marque
La popularité des miniatures Hot Wheels s’accroît autant que le nombre de modèles de la gamme 1969. Il y a vingt-quatre nouvelles voitures, ce qui porte le nombre total de miniatures à quarante modèles. Des décalcomanies pouvant être appliquées sur les miniatures sont insérés dans les emballages.
La gamme est composée de six mini-séries de quatre modèles chacune ; la première regroupe des modèles Ford classiques traités en hot-rods, la seconde des modèles de course à roues couvertes de type Can-Am, la troisième des voitures de fantaisie entièrement imaginées par les dessinateurs de Hot Wheels, la quatrième des voitures de course à roues non couvertes de type Indianapolis, la cinquième des voitures américaines et la sixième des voitures européennes. Les deux mini-séries de voitures de course constituent officiellement la Série Grand Prix. Les miniatures continuent d’être fabriquées à la fois aux États-Unis et à Hong Kong. De nombreux nouveaux coffrets et accessoires sont proposés par ailleurs.
Toute la gamme est dessinée par Ira Gilford, ex-styliste de chez Chevrolet. Les quatre premiers modèles de fantaisie font leurs débuts : la « Splittin' Image », la « Torero », la « Turbofire » et la « Twin Mill », un modèle avec deux moteurs montés sur le côté. La miniature qui va devenir un des modèles Hot Wheels les plus recherchés de tous les temps apparaît également : le « Beach Bomb », un minibus Volkswagen modifié et équipé de planches de surf. La série « Grand Prix » est composée de huit modèles de voitures de course de type Formule 1, Indianapolis et CanAm qui sont proposées dans leurs véritables couleurs de course : ainsi, la « Chapparal 2G » est peinte en blanc, la « Brabham-Repco F1 » et la « Lola GT 70 » en vert anglais, la « Ford Mk IV » en rouge sombre et la « McLaren M6A » en orange. Ces voitures sont bien connues à l'époque en raison de leur présence dans des émissions de télévision et dans des films comme Grand Prix en 1966. Mattel ajoute deux autres muscle cars en 1969 : l'« AMX » et la « Dodge Custom Charger ». Quatre nouveaux hot rods inspirés par des Ford apparaissent : le break « Woody » de 1931, la « Vicky » de 1932, le « Coupé » de 1936 et la « Thunderbird » de 1957. La Woody et la Vicky sont équipées de moteurs métallisés apparents, le Coupé roule sur de toutes petites roues avant et d'énormes roues arrière, ce qui lui donne une allure extrêmement racée, et la Thunderbird dispose d’un pare-brise en saute-vent et d'un prolongement aérodynamique de l'appui-tête du conducteur.
La première voiture de police intègre la gamme, sous la forme d'une Plymouth Fury baptisée « Custom Police Cruiser ». Ce modèle a la particularité d'être le premier jouet Hot Wheels à arborer un motif imprimé par tampon, un badge à six pointes et le mot « POLICE », de chaque côté de la carrosserie.
Un troisième coupé de luxe est ajouté : la « Lincoln Continental Mk III ». Enfin, Mattel ajoute à sa gamme trois modèles européens : la « Maserati Mistral », la « Rolls Royce Silver Shadow » et la « Mercedes 280 SL ». Comme la Continental Mk III, ces trois voitures conservent leur allure de série, à l'exception de leur peinture Spectraflame et des fameuses roues Hot Wheels.

## Gamme
Chaque année, la gamme générique des miniatures à l'échelle 1:64e est renouvelée. Elle est constituée de plusieurs séries, dont les principales sont nommées:
- First Editions (anciennement Model Series) : Nouveaux modèles.
- All Stars (anciennement Open Stock) : Nouvelles variations d'anciens modèles.
- Treasure-Hunt : Modèles rares.
- Code Cars : Modèles avec un code internet permettant de débloquer du contenu virtuel.
- Mistery Cars : Modèles emballés dans un packaging qui les cache, l'acheteur ne sait donc pas quelle miniature il vient d'acquérir avant d'ouvrir l'emballage.
- Track Stars (anciennement Track Aces) : Modèles spécialement conçus pour fonctionner sur les circuits Hot Wheels.
- Teams : Modèles réalisés au sein d'un thème composé chacun de quatre véhicules.

L'appartenance du modèle à la gamme est indiquée par la bande de couleur et le nom correspondant sur le côté droit de la face avant de l'emballage.
Il existe également d'autres séries, en dehors de la gamme générique, comme les Classics, Ultra Hots ou encore Since 68, dont les prix sont souvent plus élevés et la finition meilleure mais dont les collections peuvent aussi être renouvelées annuellement.

## Longs métrages d'animation
- 2003 : Hot Wheels - Course Mondiale (Titre original : Hot Wheels Highway 35 World Race), d'Andrew Duncan et William Gordon.
- 2005 : Hot Wheels Acceleracers 1 - Mise à Feu (Titre original : Ignition), d'Andrew Duncan et Gino Nichele. Durée de 60 min
- 2005 : Hot Wheels Acceleracers 2 - La Vitesse du Silence (Titre original : Speed of Silence), d'Andrew Duncan et William Gordon. Durée de 66 min
- 2006 : Hot Wheels Acceleracers 3 - Point de Rupture (Titre alternatif : Situation Extrême. Titre original : Breaking Point), de William Lau. Durée de 61 min
- 2006 : Hot Wheels Acceleracers 4 - Course Ultime (Titre original : The Ultimate Race), d'Andrew Duncan. Durée de 61 min

Toutes les voitures de ces films sortis directement en vidéo ont été produites en jouet.